# Мервейн
Мервейн (англ. Marwayne) — село в Канаді, у провінції Альберта, у складі муніципального району Верміліон-Рівер.

## Населення
За даними перепису 2016 року, село нараховувало 564 особи, показавши скорочення на 7,8%, порівняно з 2011-м роком. Середня густина населення становила 352,5 осіб/км².
З офіційних мов обидвома одночасно володіли 10 жителів, тільки англійською — 555. Усього 10 осіб вважали рідною мовою не одну з офіційних.
Працездатне населення становило 330 осіб (73,3% усього населення), рівень безробіття — 4,5% (0% серед чоловіків та 6,5% серед жінок). 77,3% осіб були найманими працівниками, а 22,7% — самозайнятими.
Середній дохід на особу становив $48 439 (медіана $41 813), при цьому для чоловіків — $57 602, а для жінок $39 096 (медіани — $56 256 та $29 856 відповідно).
24,4% мешканців мали закінчену шкільну освіту, не мали закінченої шкільної освіти — 25,6%, 50% мали післяшкільну освіту, з яких 17,8% мали диплом бакалавра, або вищий.
| Статево-вікова структура населення | Статево-вікова структура населення | Статево-вікова структура населення | Статево-вікова структура населення | Статево-вікова структура населення |
| ---------------------------------- | ---------------------------------- | ---------------------------------- | ---------------------------------- | ---------------------------------- |
|                                    |                                    |                                    |                                    |                                    |
| Всього                             | Всього                             | 51,3%48,7%                         |                                    |                                    |
| 0 — 14 років                       | 0 — 14 років                       |                                    | 20,4%                              | 20,4%                              |
| 15 — 64 років                      | 15 — 64 років                      |                                    | 67,3%                              | 67,3%                              |
| 65 і більше                        | 65 і більше                        |                                    | 12,4%                              | 12,4%                              |
| 85 і більше                        | 85 і більше                        |                                    | 1,8%                               | 1,8%                               |
| Середній вік (років)               | Середній вік (років)               | 36,038,5                           | 37,2                               | 37,2                               |
| Медіана (років)                    | Медіана (років)                    | 34,837,7                           | 36,3                               | 36,3                               |
| — чоловіки — жінки                 |                                    |                                    |                                    |                                    |

| Походження мешканців:     | Походження мешканців:     | Походження мешканців: | Походження мешканців: | Походження мешканців: |
| ------------------------- | ------------------------- | --------------------- | --------------------- | --------------------- |
| Походження                |                           |                       | осіб                  | %                     |
| Корінні американці        | Корінні американці        |                       | 50                    | 9.52%                 |
| Інше північноамериканське | Інше північноамериканське |                       | 230                   | 43.81%                |
| Європейське               | Європейське               |                       | 435                   | 82.86%                |
| британське                | британське                |                       | 315                   | 60%                   |
| французьке                | французьке                |                       | 50                    | 9.52%                 |
| українське                | українське                |                       | 80                    | 15.24%                |
| Азійське                  | Азійське                  |                       | 15                    | 2.86%                 |

| Зайнятість населення за галузями (за класифікацією NOC): | Зайнятість населення за галузями (за класифікацією NOC): | Зайнятість населення за галузями (за класифікацією NOC): | Зайнятість населення за галузями (за класифікацією NOC): | Зайнятість населення за галузями (за класифікацією NOC): |
| -------------------------------------------------------- | -------------------------------------------------------- | -------------------------------------------------------- | -------------------------------------------------------- | -------------------------------------------------------- |
|                                                          |                                                          |                                                          |                                                          |                                                          |
| Управління                                               | Управління                                               |                                                          | 15,2%                                                    | 15,2%                                                    |
| Бізнес, фінанси та адміністрування                       | Бізнес, фінанси та адміністрування                       |                                                          | 13,6%                                                    | 13,6%                                                    |
| Природничі та прикладні науки                            | Природничі та прикладні науки                            |                                                          | 3%                                                       | 3%                                                       |
| Охорона здоров'я                                         | Охорона здоров'я                                         |                                                          | 3%                                                       | 3%                                                       |
| Освіта, правозахист, муніципальні та урядові служби      | Освіта, правозахист, муніципальні та урядові служби      |                                                          | 10,6%                                                    | 10,6%                                                    |
| Мистецтво, культура, відпочинок та спорт                 | Мистецтво, культура, відпочинок та спорт                 |                                                          | 4,5%                                                     | 4,5%                                                     |
| Роздрібна торгівля та послуги                            | Роздрібна торгівля та послуги                            |                                                          | 18,2%                                                    | 18,2%                                                    |
| Гуртова торгівля, транспорт та обладнання                | Гуртова торгівля, транспорт та обладнання                |                                                          | 27,3%                                                    | 27,3%                                                    |
| Природні ресурси, сільське господарство                  | Природні ресурси, сільське господарство                  |                                                          | 4,5%                                                     | 4,5%                                                     |

## Клімат
Середня річна температура становить 1,6°C, середня максимальна – 21,5°C, а середня мінімальна – -23,5°C. Середня річна кількість опадів – 408 мм.
| Клімат поселення                              | Клімат поселення | Клімат поселення | Клімат поселення | Клімат поселення | Клімат поселення | Клімат поселення | Клімат поселення | Клімат поселення | Клімат поселення | Клімат поселення | Клімат поселення | Клімат поселення | Клімат поселення |
| Показник                                      | Січ.             | Лют.             | Бер.             | Квіт.            | Трав.            | Черв.            | Лип.             | Серп.            | Вер.             | Жовт.            | Лист.            | Груд.            |                  |
| Середній максимум, °C                         | −10,1            | −5,96            | −0,05            | 10,09            | 17,12            | 21,46            | 21,17            | 20,46            | 14,88            | 8,72             | −2,07            | −9,84            |                  |
| Середня температура, °C                       | −16,8            | −12,65           | −6,74            | 3,42             | 10,46            | 14,78            | 16,65            | 15,93            | 10,36            | 4,20             | −6,6             | −14,36           |                  |
| Середній мінімум, °C                          | −23,46           | −19,32           | −13,41           | −3,25            | 3,76             | 8,10             | 12,12            | 11,41            | 5,84             | −0,33            | −11,12           | −18,91           |                  |
| Норма опадів, мм                              | 18               | 10               | 17               | 25               | 42               | 69               | 77               | 59               | 39               | 16               | 18               | 18               |                  |
| Середньомісячна швидкість вітру, м/с          | 4.00             | 4.04             | 4.10             | 4.36             | 4.20             | 3.85             | 3.50             | 3.40             | 3.80             | 4.09             | 4.10             | 4.06             |                  |
| Середньомісячна сонячна радіація, кДж/м²·день | 3595             | 7215             | 12484            | 17514            | 20979            | 22330            | 22395            | 18576            | 12532            | 7496             | 3765             | 2588             |                  |
| --------------------------------------------- | ---------------- | ---------------- | ---------------- | ---------------- | ---------------- | ---------------- | ---------------- | ---------------- | ---------------- | ---------------- | ---------------- | ---------------- | ---------------- |
| Джерело:                                      |                  |                  |                  |                  |                  |                  |                  |                  |                  |                  |                  |                  |                  |